# Rifkabylen
Die Rif oder Rifkabylen (in Tarifit: Irifiyen, auch bekannt als Ryafa oder Rwafa) sind ein berbersprachiges Volk im Nordwesten Afrikas, das seinen Namen vom Rif-Atlas am nördlichen Rand von Marokko hat. Die Sprache der Rif ist Tarifit. Sie sind überwiegend maraboutische sunnitische Muslime, behalten jedoch vorislamische Traditionen bei, wie den hohen Status von riffischen Frauen. Mit den Kabylen in Algerien verbindet sie die Zugehörigkeit zur Sprachgemeinschaft der Berber.

Flagge der Rif-Region

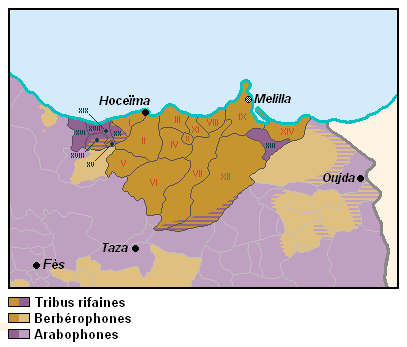
Die Rif-Region im Norden Marokkos

Die Bevölkerung wird auf 2 bis 3 Millionen Einwohner geschätzt, was 6 bis 8 % der marokkanischen Bevölkerung entspricht.
Städte mit einem hohen Bevölkerungsanteil sind Nador und Al-Hoceima. Zahlreiche Rifkabylen sind in arabischsprachige Städte abgewandert, sodass sie heute überall in Marokko anzutreffen sind. Starke Gemeinschaften außerhalb des Ursprungsgebiets finden sich in Tanger, in Tétouan und in der spanischen Exklave Melilla. Außerhalb Marokkos haben sich Rif überwiegend in Spanien und den Niederlanden niedergelassen, in geringeren Größenordnungen auch in Deutschland, Belgien und Frankreich.
Bekannte Persönlichkeiten sind Abd al-Karim, Ahmed ben Mohammed el-Raisuli, Mohammed Ameziane, Ibrahim Afellay, Nasser Zefzafi, der deutsche Olympiazweite Faissal Ebnoutalib und der Bürgermeister von Rotterdam Ahmed Aboutaleb.

## Geschichte
In einem Guerillakrieg erhoben sich die Rif unter Führung des Emirs Abd al-Karim zwischen 1921 und 1926 wiederholt gegen die spanische und die französische Kolonialmacht in Marokko. Hintergrund des Aufstandes war der fehlende Wille der französischen Kolonialmacht, die Kabylen als vaste main d'œuvre (grenzenloses Reservoir an Arbeitskräften) gesellschaftlich gleichrangig zu behandeln. Trotz des 1912 geschlossenen Protektoratsvertrages, der dem marokkanischen Sultan Herrschaftsräume zugestand, herrschten de facto die Generalresidenten der Franzosen und Spanier in allen Regionen ihres Einflussbereiches uneingeschränkt.
Als die Rif in Französisch-Marokko vorgedrungen waren, wurden sie von den französischen Truppen zurückgedrängt. 1921 konnten die Rif aus dem Atlasgebirge heraus unter Abd el-Krim in der Schlacht von Annual die spanischen Truppen vernichtend schlagen. Trotz völkerrechtlicher Ächtung wurde der Krieg durch die spanischen Truppen im Gegenzug mit Chemiewaffen geführt. In nur zwei Jahren wurden 10.000 Bomben mit über 500 Tonnen Senfgas abgeworfen.
Im spanischen Bürgerkrieg dienten rund 40.000 Rif unter General Franco, der vom damaligen Spanisch-Marokko auf das spanische Festland übersetzte.

## Stämme
- Ait Ammart
- Ait Boufrah
- Ait Bouyahyi
- Ait Gmil
- Ait Itteft
- Ait Ourish
- Ait Said
- Ait Stout
- Ait Tafersite
- Ait Targuist
- Ait Temsamane
- Ait Touzine
- Ait Waryaghar
- Ibaqouyen
- Ibdarsen
- Ikebdanen
- Igzenayen
- Iqer'iyen
- Mestassa

## Im Film
Eine Begebenheit aus der Ersten Marokkokrise, die Entführung des Ion Perdicaris durch Ahmed ben Mohammed el-Raisuli, wurde mit einiger literarischer Freiheit – im Film war das Opfer eine Frau namens Eden Perdicaris – 1975 von John Milius mit Sean Connery und Brian Keith unter dem Titel Der Wind und der Löwe verfilmt.